# Eta Carinae
Êta de la Carène
Désignations
Eta Carinae (η Car, Êta de la Carène en français ; anciennement Eta Argus) est un système stellaire comprenant au moins deux étoiles, avec une luminosité totale dépassant cinq millions de fois celle du Soleil. Le système se situe à environ 7 500 années-lumière (2 300 parsecs) de la Terre dans la constellation de la Carène. C'est une des plus fameuses étoiles du ciel austral. Eta Carinae est circumpolaire depuis les latitudes plus australes que 30° Sud et n'est jamais visible depuis les latitudes plus boréales qu'environ 30° Nord.
Anciennement une étoile de magnitude 4, l'étoile est devenue plus brillante en 1837, devenant alors plus brillante que Rigel, ce qui marque le début de la Grande Éruption. Eta Carinae devint alors la deuxième étoile la plus brillante du ciel du 11 au 14 mars 1843 avant de devenir bien moins brillante que ce qui peut être vu à l'œil nu après 1856. Lors d'une éruption de moindre intensité (la Petite Éruption), l'étoile atteignit la sixième magnitude en 1892 avant de pâlir à nouveau. L'étoile augmente de brillance depuis environ 1940, devenant plus brillante que magnitude 4,5 en 2014.
Les deux étoiles principales du système Eta Carinae ont une orbite excentrique d'une période de 5,54 ans. L'étoile principale, Eta Carinae A, est une étoile particulière similaire à une variable lumineuse bleue dont la masse était initialement de 150 à 250 masses solaires et qui a déjà perdu au moins trente masses solaires. Eta Carinae A est à ce titre l'une des étoiles les plus massives actuellement connues. Il est prévu que cette étoile explose en supernova dans le futur proche (à l'échelle astronomique). C'est la seule étoile connue pour produire des émissions laser dans l'ultraviolet. L'étoile secondaire, Eta Carinae B, est chaude et aussi très lumineuse. Il s'agit probablement d'une étoile de type spectral O de 30 à 80 fois la masse du Soleil.
Le système est fortement obscurci par la nébuleuse de l'Homoncule, constituée de la matière éjectée par l'étoile primaire lors de la Grande Éruption. Le système est un membre de l'amas ouvert Trumpler 16, au sein de la plus large nébuleuse de la Carène.
Bien que n'étant pas liée à l'étoile ni à la nébuleuse, la faible pluie de météores des Eta Carinides a un radiant très proche d'Eta Carinae.

## Histoire observationnelle

### Découverte et désignation
Il n'y a aucune indication fiable d'observations d'Eta Carinae avant le XVIIe siècle, bien que le navigateur néerlandais Pieter Keyser ait décrit une étoile de quatrième magnitude autour de la bonne position vers 1595-1596, ce qui fut copié sur les globes célestes de Petrus Plancius et Jodocus Hondius ainsi que dans l'Uranometria de Johann Bayer. Le catalogue d'étoiles de Frederick de Houtman de 1603, indépendant, ne comprend pas Eta Carinae parmi les étoiles de magnitude 4 de la région. Le premier enregistrement clair de l'étoile fut réalisé par Edmond Halley en 1677, lorsqu'il mentionna l'étoile simplement comme Sequens (« suivant » en latin, indiquant sa position par rapport à une autre étoile) à l'intérieur de la nouvelle constellation du Chêne de Charles (Robur Carolinum). Son Catalogus Stellarum Australium (Catalogue d'étoiles australes) fut publié en 1679. L'étoile fut aussi connue par les désignations de Bayer Eta Roboris Caroli (en tant qu'étoile du Chêne de Charles), Eta Argus ou Eta Navis (ces deux en tant qu'étoile de la constellation du Navire Argo). En 1751, Nicolas-Louis de Lacaille attribua aux étoiles du Navire Argo et du Chêne de Charles une unique série de lettres grecques pour leur désignation de Bayer au sein de sa constellation Argo et désigna trois zones au sein d'Argo afin de pouvoir utiliser autant de fois les désignations avec des lettres latines. L'étoile Êta tombait dans la quille du navire, portion de la constellation qui est plus tard devenue la constellation de la Carène. L'étoile ne fut généralement pas connue comme Eta Carinae jusque 1879, lorsque les étoiles du Navire Argo se virent finalement attribuer les épithètes des constellations filles dans l'Uranometria Argentina de Benjamin Apthorp Gould.
Eta Carinae est situé trop au sud pour faire partie du système des loges lunaires de l'astronomie chinoise traditionnelle, mais elle fut cartographiée lorsque les astérismes du sud furent créés au début du XVIIe siècle. Avec s Carinae, λ Centauri et λ Muscae, Eta Carinae forme l'astérisme 海山 (Hǎishān, Mer et Montagne (en)). Eta Carinae possède les noms Tseen She (du chinois 天社 [Mandarin: tiānshè] « Autel du Ciel ») et Foramen. Elle est également connue en tant que 海山二 (Hǎi Shān èr, « la Seconde Étoile de la Mer et Montagne »).

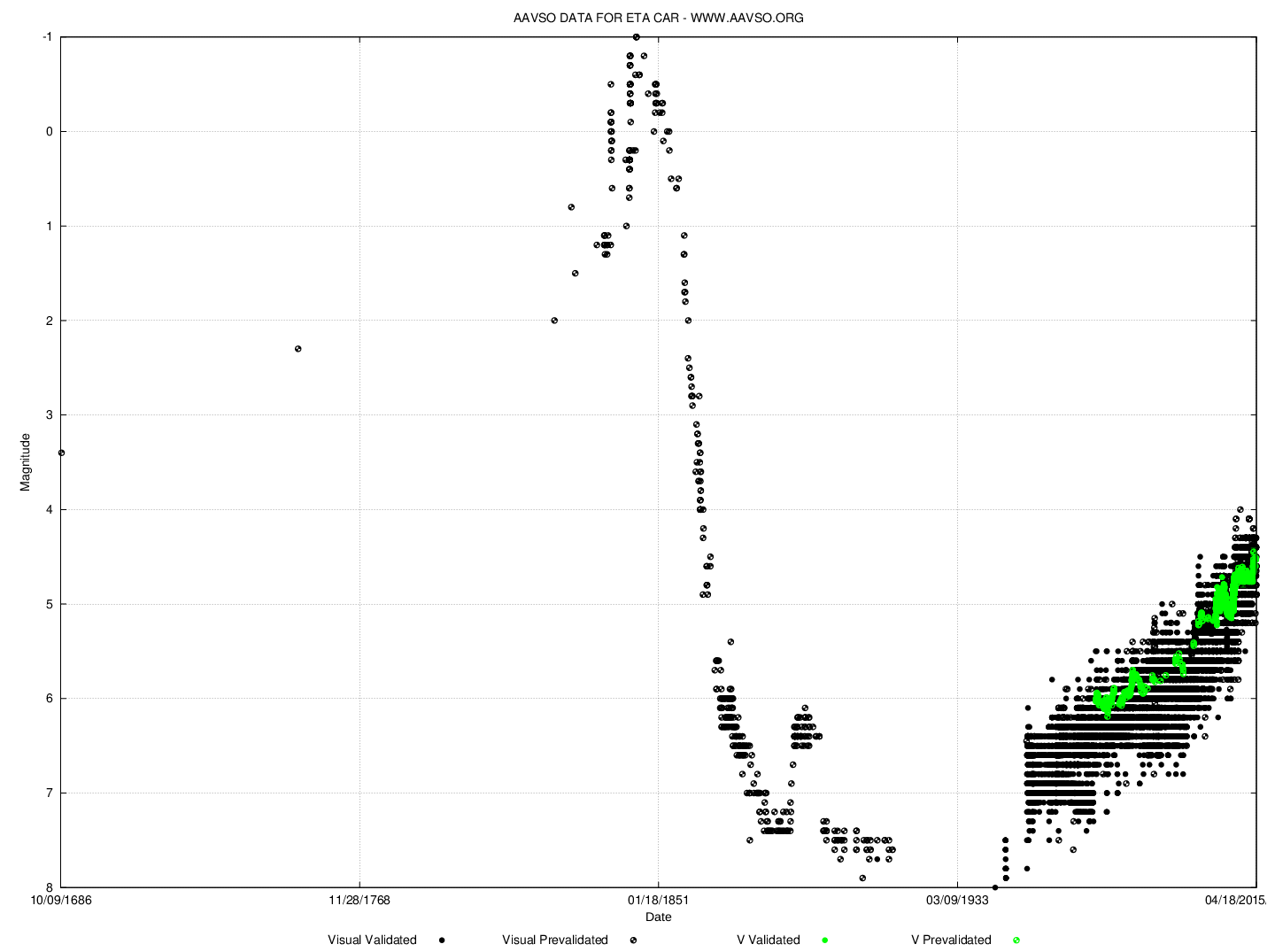
Courbe de lumière visuelle historique d'Eta Carinae de 1686 à 2015.

Halley donna une magnitude apparente de « 4 » au moment de la découverte, ce qui correspond à une magnitude de 3,3 sur l'échelle moderne. Les quelques éventuelles observations antérieures suggèrent qu'Eta Carinae n'était pas significativement brillante pendant la majeure partie du XVIIe siècle. De sporadiques observations pendant les 70 années suivantes montrent qu'Eta Carinae était probablement autour de la magnitude 3 ou moins lumineuse, jusqu'à ce que Lacaille la mesure de façon fiable comme de seconde magnitude en 1751. Il n'est pas clair si Eta Carinae a significativement varié au cours du demi-siècle suivant ; il y a des observations occasionnelles comme la quatrième magnitude de William Burchell en 1815, mais il n'est pas certain que ce ne soit pas des réenregistrements d'observations plus anciennes.

### La Grande Éruption
En 1827, William Burchell nota spécifiquement la brillance inhabituelle d'Eta Carinae comme de première magnitude et fut le premier à suspecter que la brillance de l'étoile varie. John Herschel, qui était en Afrique du Sud à ce moment-là, fit une série détaillée de mesures précises dans les années 1830 montrant qu'Eta Carinae brilla constamment autour de magnitude 1,4 jusqu'en novembre 1837. Le soir du 16 décembre 1837, Herschel fut surpris de constater qu'Eta Carinae surpassait légèrement Rigel en brillance. Cet événement marque le début d'une période de presque 18 ans connue comme la Grande Éruption.
Eta Carinae était encore plus brillante le 2 janvier 1838, égalisant Alpha Centauri, avant de pâlir légèrement au cours des trois mois suivants. Herschel n'observa pas l'étoile après cela, mais reçut une lettre du révérend W. S. Mackay, à Calcutta, lui disant en 1843 que, « À ma grande surprise j'ai observé en mars dernier [1843], que l'étoile Eta Argus était devenue une étoile de première magnitude pleinement aussi brillante que Canopus, et en couleur et taille très similaire à Arcturus. ». Des observations au cap de Bonne-Espérance indiquèrent que son maximum de luminosité, dépassant Canopus, eut lieu du 11 au 14 mars 1843 avant de commencer à faiblir, puis augmenta de nouveau jusqu'à entre la brillance d'Alpha Centauri et celle de Canopus entre le 24 et le 28 mars avant de faiblir à nouveau. Pendant l'essentiel de l'année 1844, la brillance d'Eta Carinae était intermédiaire entre celle d'Alpha Centauri et celle de Beta Centauri, autour de magnitude +0.2, avant de devenir à nouveau plus forte à la fin de l'année. À son maximum de brillance en 1843, l'étoile a probablement atteint une magnitude apparente de −0,8, puis de −1,0 en 1845. Les pics en 1827, 1838 et 1843 ont probablement eu lieu lors du passage au périastre des deux étoiles. De 1845 à 1856, la brillance de l'étoile a diminué d'environ 0,1 magnitude par an, mais avec possiblement de grandes et rapides fluctuations.
Dans ses traditions orales, le clan Boorong du peuple des Wergaia (en) du lac Tyrrell, dans le nord-ouest de l'État australien du Victoria, perpétue le souvenir d'une étoile rougeâtre appelée Collowgullouric War [ˈkɒləgʌlərɪk ˈwɑr], « Vieille Femme Corbeau », la femme de War « Corbeau » (Canopus). En 2010, les astronomes Duane Hamacher et David Frew, de l'Université Macquarie, à Sydney, ont montré qu'il s'agissait d'Eta Carinae pendant sa Grande Éruption dans les années 1840. À partir de 1857, sa brillance décrut rapidement jusqu'à ne plus être visible à l'œil nu en 1886. Il a été calculé que ceci s'était produit en raison de la condensation de poussière dans la matière éjectée autour de l'étoile plutôt qu'à la faveur d'une variation intrinsèque de la luminosité de l'étoile.
Les équipes de la Nasa ont modélisé en 3D le phénomène de la Grande Éruption. L'agence spatiale a observé Eta Carinae avec les télescopes spatiaux Hubble et Chandra pour obtenir une imagerie de l'étoile à travers différents spectres.

### La Petite Éruption
La luminosité d'Eta Carinae commença de nouveau à augmenter en 1887, culmina en 1892 autour de la magnitude 6,2, puis à la fin de mars 1895 elle faiblit rapidement jusqu'à la magnitude 7,5 environ. Bien qu'il n'existe que des enregistrements visuels de l'éruption de 1890, il a été calculé qu'Eta Carinae présentait une extinction visuelle de 4,3 magnitudes en raison des gaz et de la poussière éjectés durant la Grande Éruption. Si elle n'avait pas été obscurcie, elle aurait atteint une magnitude de 1,5–1,9, ce qui aurait été significativement plus lumineux que la magnitude historique. Ce phénomène apparaît comme une version miniature de la Grande Éruption, avec bien moins de matière expulsée, (l'équivalent d'une masse solaire).

### Vingtième et vingt-et-unième siècles
Entre 1900 et au moins 1940, Eta Carinae semblait s'être stabilisée à une luminosité constante autour de la magnitude 7,6, mais en 1953 une remontée de sa luminosité, jusqu'à la magnitude 6,5, est mise en évidence. L'augmentation de son éclat se poursuivit régulièrement, mais avec des variations relativement régulières de quelques dixièmes de magnitude.

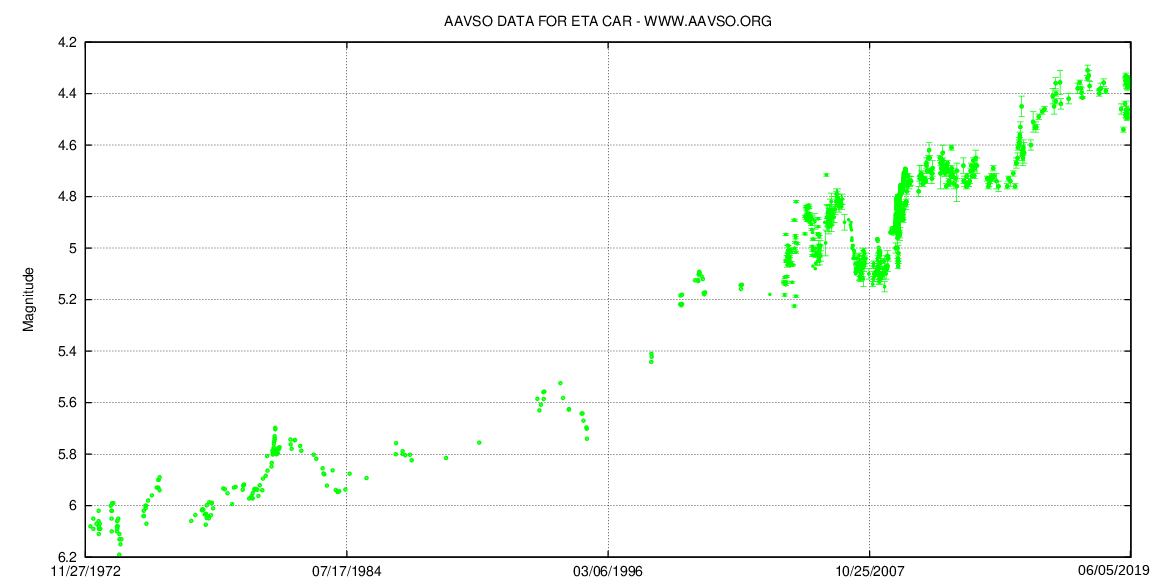
Courbe de lumière d'Eta Carinae entre 1972 et 2019.

En 1996, il fut identifié pour la première fois que ces variations avaient une période de 5,52 ans, plus tard mesurée avec plus de précision à 5,54 ans, menant à l'idée d'un système binaire. La théorie de sa binarité a été confirmée par l'observation, durant le passage prédit au périastre à la fin de l'année 1997 et au début de l'année 1998, de changements dans la vitesse radiale et dans le profil des raies spectrales de l'astre dans les domaines radio, optique, et du proche infrarouge. Mis ensemble, ils constituent un évènement spectroscopique (spectroscopic event). Au même moment, il se produisit un effondrement complet de l'émission en rayons X qui est supposée provenir de la collision entre les vents des deux étoiles. La confirmation de la présence d'un compagnon lumineux a grandement modifié la compréhension des propriétés physiques du système d'Eta Carinae et de sa variabilité.

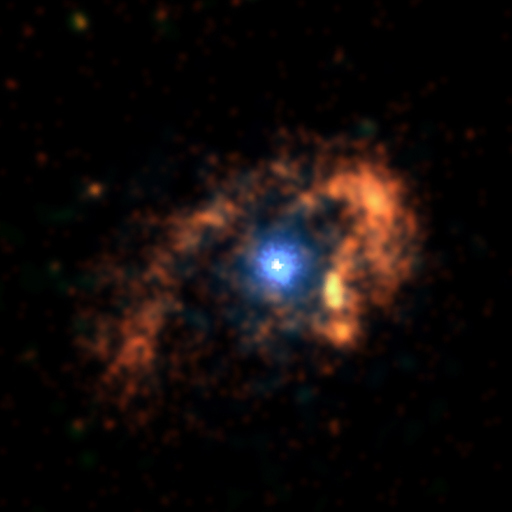
À la suite des phénomènes inattendus, en 1999 le télescope Chandra a été chargé d'observer l'Eta Carinæ en rayons X (le 6 septembre 1999).

Un doublement soudain de son éclat fut observé en 1998–1999, la ramenant dans la visibilité à l'œil nu. Durant l'évènement spectroscopique de 2014, elle est devenue plus brillante que la magnitude 4,5. Sa luminosité ne varie pas toujours de la même manière à différentes longueurs d'onde, et ces variations ne suivent pas exactement le cycle de 5,5 ans,. Des observations dans les domaines radio, infrarouge, et depuis l'espace ont étendu la couverture d'Eta Carinae dans toutes les longueurs d'onde et ont révélé des changements continus dans sa distribution spectrale d'énergie.

## Visibilité

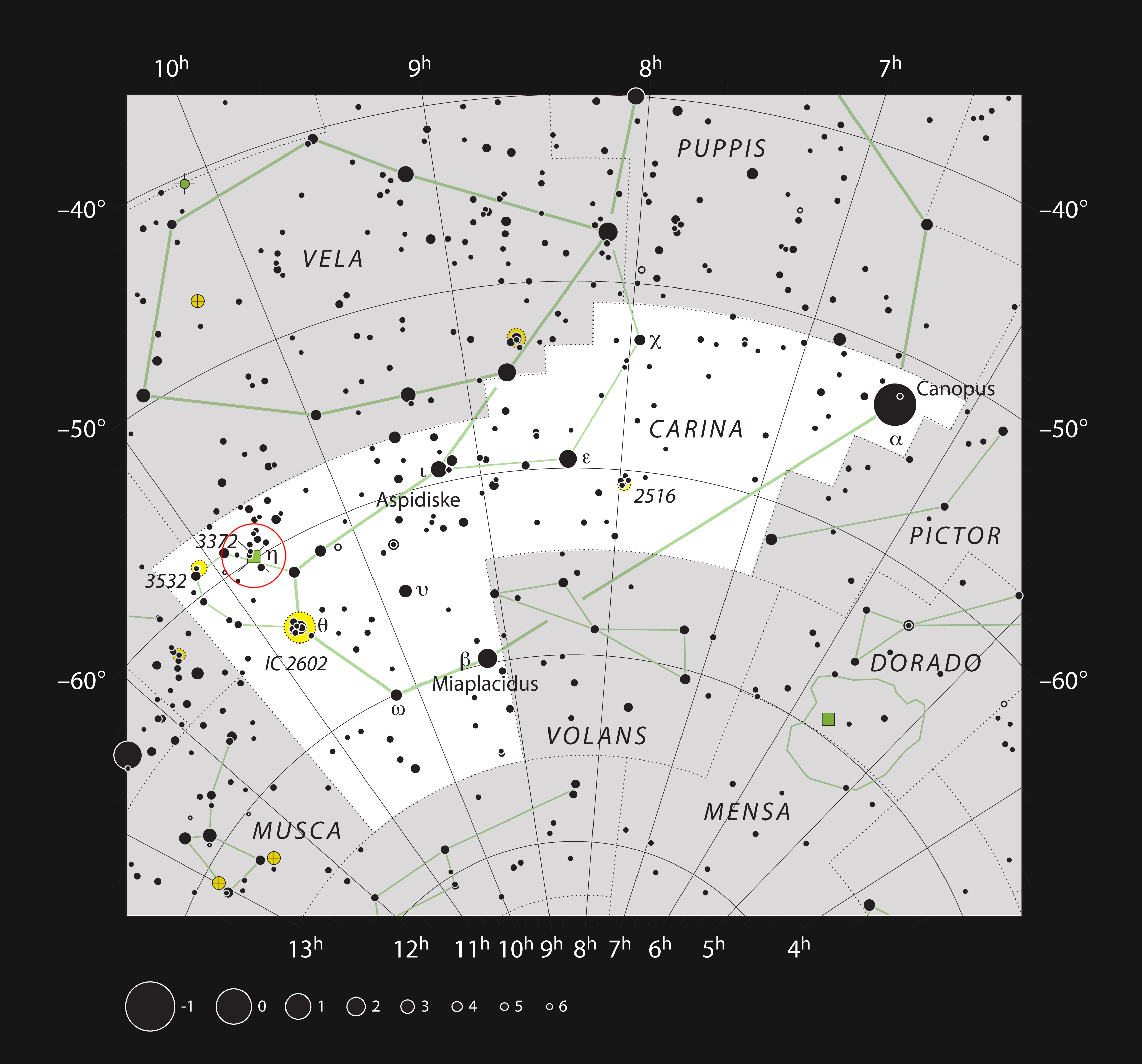
Eta Carinae et la nébuleuse de la Carène dans la constellation de la Carène.

En tant qu'étoile de quatrième magnitude, Eta Carinae est aisément visible à l'œil nu en-dehors des cieux urbains les plus pollués, selon l'échelle de Bortle. Sa luminosité a très largement varié, de la seconde étoile la plus brillante du ciel nocturne à son maximum durant le XIXe siècle à bien inférieure à la visibilité à l'œil. Sa localisation autour de la déclinaison -60°, loin dans l'hémisphère céleste sud, signifie qu'elle n'est pas visible pour les observateurs européens et pour la plupart des observateurs nord-américains ; elle s'elève par contre très haut dans le ciel pour les observateurs de l'hémisphère sud, par exemple à La Réunion ou en Nouvelle-Calédonie.
Localisée entre Canopus et la Croix du Sud, Eta Carinae est facilement repérable comme l'étoile la plus brillante au sein de la grande nébuleuse de la Carène. Dans un télescope, « l'étoile » est enfermée au sein de la bande de poussière (en) sombre en forme de « V » de la nébuleuse et apparaît distinctement orange et comme un objet non-stellaire. Un fort grossissement montrera les deux lobes orangés d'une nébuleuse par réflexion qui entourent les deux côtés de la zone centrale lumineuse, connue comme la nébuleuse de l'Homoncule. Les observateurs d'étoiles variables peuvent comparer sa luminosité avec d'autres étoiles de quatrième et de cinquième magnitudes qui sont situées à proximité de la nébuleuse.
Découverte en 1961, la faible pluie de météores des Eta Carinides doit son nom à un radiant localisé très proche d'Eta Carinae. Actif du 14 au 28 janvier, l'essaim culmine autour du 21 janvier. Les pluies d'étoiles filantes sont associées à des petits corps qui font partie du Système solaire, et ce faisant sa proximité avec Eta Carinae est purement fortuite.

## Formation
Elle a subi une énorme explosion il y a entre 7 000 et 10 000 ans, qui n'a été observable il n'y a que 150 ans, le temps que la lumière voyage jusqu'à la Terre. Cela a produit une gigantesque nébuleuse, désormais de la taille du système solaire[évasif]. Cette nébuleuse s'appelle la nébuleuse de l'Homoncule à cause de sa forme comportant deux lobes symétriques.

## Caractéristiques physiques
(mars 2023).
Eta Carinae A est une étoile hypergéante variable bleue située dans la voie lactée (dans la constellation de Carène), l'une des plus grandes étoiles connues. Son diamètre est estimé à environ 1 150 fois celui du Soleil, soit 1,6 milliard de kilomètres et sa température de surface est de l'ordre de 40 000 K (kelvin),. Elle est cinq millions de fois plus lumineuse que le Soleil et sa masse correspond à 120 fois la masse solaire, ce qui en ferait l'une des étoiles les plus massives. Elle se trouve à 7 500 années-lumière de la Terre. Son âge est d’environ trois millions d’années.
Bien que son spectre ressemble à celui d'une étoile Wolf-Rayet, il est probable qu'Eta Carinae soit toujours dans la phase de combustion de l'hydrogène, mais n'est plus dans sa séquence principale. C'est-à-dire que la fusion de l'hydrogène se produirait dans les couches supérieures de son cœur et non plus dans son centre. Le centre de l'étoile, qui serait composé presque exclusivement d'hélium, serait donc en contraction et en échauffement continus.
On pense en raison de sa masse qu'elle deviendra une étoile Wolf-Rayet ou une hypernova par la suite.
Son explosion, qui relâcha l'équivalent de quelque 10 masses solaires en quelques années dans l'espace, est certainement due au fait qu'elle a dépassé la limite de Humphreys-Davidson en raison de sa masse et de sa vitesse de rotation. La masse d'Eta Carinae et son statut d'étoile binaire sont incertains, et il est même possible qu'Eta Carinae soit en fait constituée de trois étoiles.
Elle possède la particularité d'émettre des rayons laser dans l'ultraviolet, ce qui en fait le seul cas connu pour une étoile en 2023.

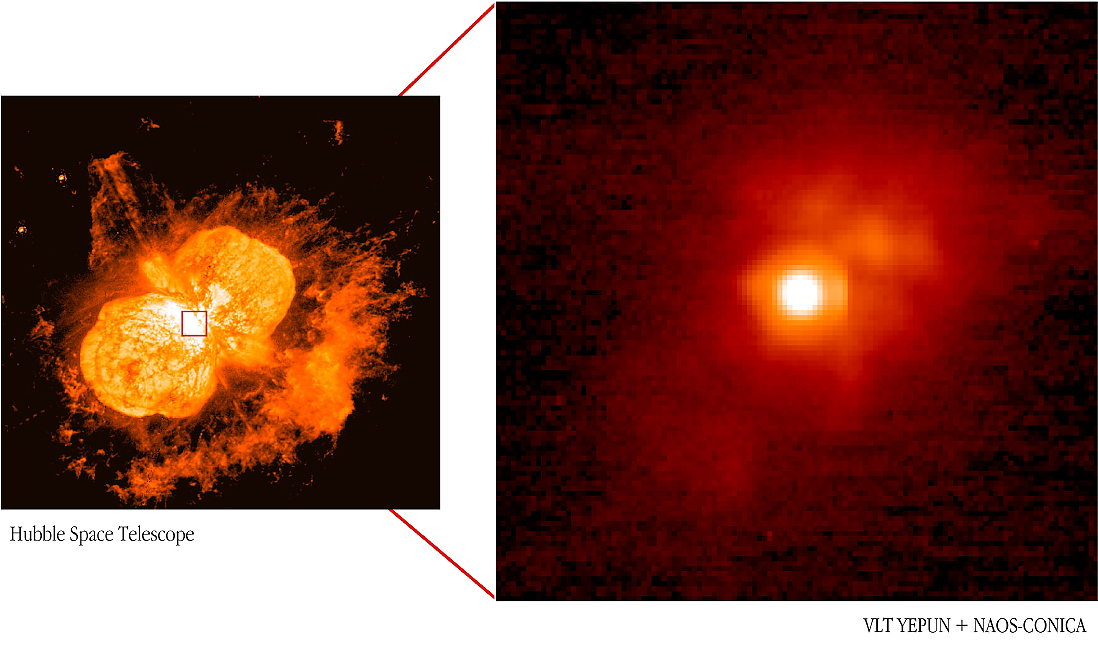
Image de la nébuleuse prise par Hubble.

## Variations de luminosité
La caractéristique la plus notable d'Eta Carinae est son éruption géante ou événement d'imposteur de supernova, qui est originaire de l'étoile primaire et a été observé vers 1843. En quelques années, elle a produit presque autant de lumière visible qu'une faible supernova, mais l'étoile a survécu. On estime qu'au pic de luminosité, la luminosité atteignait 50 millions de  L☉.
Après la grande éruption, Eta Carinae est devenue obscurcie par le matériel éjecté, ce qui a entraîné une rougeur spectaculaire. On considère que l'éclaircissement récent est en grande partie dû à une diminution de l'extinction, due à l'amincissement de la poussière ou à une réduction de la perte de masse, plutôt qu'à un changement de la luminosité.
Aspect remarquable d'Eta Carinae : ses incessantes variations de luminosité la classent dans la catégorie des étoiles massives dites « LBV » (Luminous Blue Variable en anglais), dont elle est le modèle.